# HMS Pevensey Castle (K449)
«Певенсі Касл» (англ. HMS Pevensey Castle (K449) — військовий корабель, корвет типу «Касл» Королівського військово-морського флоту Великої Британії за часів Другої світової війни.

## Історія створення
Корвет «Певенсі Касл» був закладений 21 червня 1943 року на верфі компанії Harland and Wolff у Белфасті. 11 січня 1944 року він був спущений на воду, а 10 червня 1944 року увійшов до складу Королівських ВМС Великої Британії.

## Історія служби
Корабель брав активну участь у бойових діях на морі в Другій світовій війні, бився у Північній Атлантиці, біля берегів Франції, Англії, супроводжував атлантичні конвої. В ході війни служив у ескортних групах супроводу транспортних конвоїв. На рахунку корвета знищення у взаємодії з іншими протичовновими кораблями одного німецького підводного човна, U-1200.
11 листопада 1944 року британськими кораблями «Певенсі Касл», «Лонстон Касл», «Портчестер Касл» і «Кенілворт Касл» потоплений німецький ПЧ U-1200 південніше Ірландії.
У 1960/61 роках корвет переобладнали в Блайті на метеорологічний корабель Weather Monitor. У 1976 році його модернізували в Manchester Dry Docks Company і перейменували на Admiral Beaufort.
У 1981 році був остаточно виведений з експлуатації та розібраний на брухт у Труні в 1982 році.